# ديفيد نابارو
ديفيد نابارو (ولد 26 آب 1949) هو طبيب كرس حياته المهنية للعمل مع لجنة الخدمة المدنية الدولية يعمل اما مع أمين عام الأمم المتحدة أو مع المدير العام لمنظمة الصحة العالمية. في وقت قريب جدا من شهر شباط 2020 ساعد (DGWHO) على ايقاف جائحة فيروس كورونا 2019–20.

## النشأة وتعليمه
نابارو هو نجل الراحل السير جون ديفيد نونز نابارو – استشاري سابق للغدد الصماء في مستشفى كلية الجامعة (UCH) ومستشفى ميدلسكس، لندن.انتظم في مدرسة اوندل في نورثهامبتونشاير، وغادرها في صيف 1966.
في سنة تفرغ بين المدرسة والجامعة، نابارو كان متطوعا لخدمة المجتمع، قضى عاما كمنسق لحركة الشباب، يورك. تم عمل فيلم وثائقي تلفزيوني لقناة بي بي سي عن عمله التطوعي.
درس نابراو في جامعة اوكسفورد وجامعة لندن، وتأهل كطبيب في 1973. هو عضو في كلية الصحة العامة (FPH) وكلية الأطباء الملكية بإمتياز (حيث هو أيضا زميل].

## المسار المهني

### بدايته المهنية
عمل نابارو كضابط طبي في شمال العراق للإنقاذ الأطفال، قبل الالتحاق إلى خدمة الصحة الوطنية (NHS) في المملكة المتحدة (UK) لمدة زمنية قصيرة. من 1976 إلى 1978 عمل كضابط صحة الأطفال في مقاطعة دانكوتا، نبيال. لاحقا، انتقل إلى مدرسة لندن لحفظ الصحة وطب المناطق الحارة، وفي 1982, أصبح مدير اقليمي لصندوق إنقاذ الأطفال في جنوب آسيا، وموقعه في الإقليم. في 1985 التحق بكلية الطب في جامعة ليفربول كمدرس جامعي أول في صحة المجتمع الدولي.
انتقل إلى إدارة التنمية الخارجية (الآن وزارة التنمية الدولية) كمستشار استراتيجي للصحة والسكان في شرق افريقيا، وموقعه في نيروبي، في 1989.
فيما بعد نابارو تولى منصب كبير مستشاري الصحة والسكان في إدارة التنمية الخارجية (مكتب لندن) في 1990, وانتقل الي منصب مدير الصحة البشرية (بالإضافة إلى منصب كبير مستشاري الصحة) في 1997.

### منظمة الصحة العالمية، 1999 – 2005
انضم نابارو إلى منظمة الصحة العالمية في كانون الثاني 1999، كمدير مشاريع قهر الملاريا، ثم انتقل إلى مكتب المدير العام كمدير تنفيذي في آذار 2000. بكفاءته العالية عمل مع المديرة العامة جرو هارلم براندتلاند لمدة عامين في مجموعة من القضايا، بما فيها لجنة الاقتصاد الكلي والصحة، تقييمات نظام الصحة وانشاء الصندوق العالمي لمكافحة الإيدز والسل والملاريا. كجزء من هذا العمل، أصبح للأعوام 1999 – 2001 عضوا في مجلس الإدارة لمشروع أدوية الملاريا.
انتقل نابارو إلى مجموعة التنمية المستدامة والبيئات الصحية في 2003 وتم توظيفه كممثل للمدير العام للعمل الصحي في الأزمات في تموز 2003.
تمركز نابارو في فندق القناة في بغداد، العراق، حين قصف بعد ظهريوم 19 آب 2003. الانفجاء استهدف الأمم المتحدة والتي استخدمت الفندق كمركز قيادة لها في العراق منذ 1991.
قام أيضا بتنسيق الدعم للمظاهر الصحية لعمليات الاستجابة للأزمات في دارفور، السودان وفي الدول التي تأثرت بزلزال وتسونامي المحيط الهندي عام 2004.

### المنسق الرئيسي لمنظمة الأمم المتحدة لإنفلونزا الطيور والبشر أيلول 2005- 2014
في أيلول 2005, تم إعارة نابارو من منظمة الصحة العالمية وعين منسق رئيسي لمنظومة الأمم المتحدة لإنفلونزا البشر والطيور من قبل السكرتير العام للأمم المتحدة كوفي عنان للتأكيد على ان منظومة الأمم المتحدة قامت بعمل مساهمة فعالة ومنسقة للجهود العالمية للسيطرة على وباء انفلونزا الطيور (المعروف أيضا "بإنفلونزا الطيور").

### منسق فرقة العمل عالية المستوى المختصة بالأمن الغذائي العالمي (HLTF) نيسان 2008 – نيسان 2014
في كانون الثاني 2009 .نابارو أخذ على عاتقه تنسيق نظام فرقة العمل المختصة بالأمن الغذائي الخاصة بالأمم المتحدة (HLTF). قامت الفرقة بجمع 23 منظمة مختلفة، تبرعات، برامج وكيانات أخرى من نفس عائلة الأمم المتحدة، بالإضافة إلى مؤسسات بريتون وودز، ومنظمة التجارة العالمية (WTO), ومنظمة التعاون الاقتصادي والتنمية (OECD), وأعطاهم مهمة وضع إستراتيجية مشتركة لعنونة انعدام الأمن الغذائي والتغذوي بطريقة أكثر استدامة، تنسيقا، شمولية.غادر نابارو منصب منسق HLTF في 2014 وخلفه في المنصب جيوسيبي فانتوزي.

### الترشح لمنصب المدير العام لمنظمة الصحة العالمية أيلول 2016 – ايار 2017
```
في ايلول 2016 نابارو رشح من قبل المملكة المتحدة لمنصب المدير العام 
لمنظمة الصحة العالمية
 WHO)).
[
16
]
```

### أستاذ UCL (2018 – الوقت الحاضر)
في 2018 تم توظيفه كأستاذ جامعي في معهد (UCL) للصحة العالمية، ومن ثم تم تعيينه كمدير مشارك في 2019 للانضمام إلى الجراح آرا درزي.

### خلال جائحة فايروس كورونا
في 21 شباط 2020 تم تعيينه كواحد من ستة مبعوثين معينين للمدير العام لمنظمة الصحة العالمية (WHO) لإدارة جائحة فيروس كورونا 2019–20.